# (17410) Zitarrosa
(17410) Zitarrosa ist ein im inneren Hauptgürtel gelegener Asteroid. Der Himmelskörper wurde am 13. Februar 1988 von dem belgischen Astronomen Eric Walter Elst am La-Silla-Observatorium der Europäischen Südsternwarte in Chile (IAU-Code 809) entdeckt.
Der mittlere Durchmesser des Asteroiden wurde mithilfe des Wide-Field Infrared Survey Explorers (WISE) grob mit 3,447 (±0,502) km berechnet, die Albedo ebenfalls grob mit 0,488 (±0,214). Die errechnete Albedo weist auf eine helle Oberfläche hin.
(17410) Zitarrosa gehört der Vesta-Familie an, einer großen Gruppe von Asteroiden, benannt nach (4) Vesta, dem zweitgrößten Asteroiden und drittgrößten Himmelskörper des Hauptgürtels. Die zeitlosen (nichtoskulierenden) Bahnelemente von (17410) Zitarossa sind fast identisch mit denjenigen von neun anderen Asteroiden, zu denen zum Beispiel (23520) Ludwigbechstein und (721663) 2003 X61 gehören.

## Benennung
Der Asteroid wurde am 16. Januar 2023 nach dem uruguayischen Sänger, Dichter und Journalisten Alfredo Zitarrosa (1936–1989) benannt. Der Vorschlag für die Benennung war Anfang Dezember 2022 vom Archivo Zitarossa eingereicht worden. Bei dem Archivo Zitarossa handelt es sich um das Familienarchiv des verstorbenen Sängers.